# Понура
Понура (рус. Понура) руска је река која протиче југозападним делом земље. Тече преко централних делова Кубањско-приазовске степе, у централном делу Краснодарске покрајине. Део је басена Азовског мора. 
Настаје спајањем два мања потока − Први Понур и Други Понур − 4 km југозападно од станице Динскаја на подручју Динског рејона. Тече у смеру северозапада и након 97 km тока улива се у Понурски лиман на подручју Калињинског рејона. Укупна површина сливног подручја је 1.460 km². Иако је Понурски лиман директно одвојен од отвореног мора, река је системом канала и мочвара повезана са морем. 
На њеним обалама се налазе бројна насељена места, а највећа међу њима су станице Новотитаровскаја, Нововеличковскаја, Старовеличковскаја и Калињинскаја. Дуж целог тока реке у кориту се налазе бројне мање уставе иза којих се налазе мања језера чије воде се обично користе за наводњавање пољопривредног земљишта и за рибогојство. 